# Vitus Bering
Vitus Jonassen Bering (olykor a helytelen Behring alak is előfordul) (Horsens (Dánia), 1681. augusztus 5. – Bering-sziget (Kamcsatka közelében), 1741. december 8.) dán származású tengerész, az orosz haditengerészet kapitány-parancsnoka, akit tengerészei Ivan Ivanovicsként ismertek.

## Élete
1703-ban, egy kelet-indiai utazás után csatlakozott az orosz haditengerészethez, a nagy északi háború idején a balti flottánál szolgált. 1710-1712 között az Azovi-tengeri flottánál szolgált Taganrogban és részt vett az orosz-török háborúban. Orosz nőt vett feleségül, 1715-ben rövid látogatást tett szülőfalujába, ahová aztán többé nem tért vissza. Egy I. Péter orosz cár által felvázolt nagyívű terv keretében indultak meg azok az Észak-Ázsia partjait felfedező utak, melyek Bering első útját jelentették Kamcsatkába. 1725-ben az orosz kormány felügyelete alatt Ohotszkba ment, keresztezve Kamcsatkát, és megépítette a Szent Gábriel hajót. Bering 1728-ban észak felé indult, egészen addig, amíg a szárazföld észak felé nyúlt. 
A következő évben sikertelen kísérletet tett a kontinens keleti folytatásának feltárására, közben újra felfedezte a Diomede-szigeteket, melyet korábban Szemjon Ivanovics Gyezsnyov fedezett fel. 1730 nyarán visszatért Szentpétervárra. A hosszú szibériai utazás során maga súlyosan megbetegedett, gyermekei közül öt meghalt. Később újra felfedezőútra küldték, 1735-ben tért vissza Ohotszkba. Két helyi hajóépítő vezetésével  megépíttette a Szent Péter és Szent Pál hajókat, melyekkel kihajózott s Kamcsatkán Petropavlovszk néven telepet hozott létre, ahonnan 1741-től expedíciókat indított Észak-Amerika irányába. Egy vihar szétszórta a hajókat, de Bering megpillantotta Alaszka partjait és kikötött a Kajak-szigeten (vagy annak környékén). Az Alekszej Csirikov parancsnoksága alatt álló második hajó Északnyugat-Amerika partjait fedezte fel (a mai Alexander-szigeteket). Bering és Csirikov utazásai jelentős részt képviseltek a később nagy északi expedícióként elnevezett orosz északi csendes-óceáni felfedezéseknek.
A körülmények romlása visszatérésre kényszerítette Beringet, aki visszaútján felfedezte az Aleut-szigetek egy részét. Az egyik elhunyt tengerészt egy itteni szigeten temették el, és egy szigetcsoportot is róla neveztek el (Sumagin-szigetek). Bering egészsége annyira megromlott, hogy már nem volt képes a parancsnoki tisztség ellátásra. A hajót egy lakatlan sziget közelébe kormányozták (a Parancsnok-szigetek egyikére), ahol Bering december 19-én (28 társával egyetemben) skorbutban meghalt. Később e szigetet Beringről nevezték el. Egy vihar miatt zátonyra futott a Szent Péter, de a legénység az egyetlen túlélő ács irányításával egy kisebb hajót épített a roncsokból. Az új hajót is Szent Péternek nevezték el, amelyen a 46 túlélő hazaindult. A hajó még 12 évig szolgált és építője később kormányzati kitüntetésben részesült és még számos hajót épített.
Bering érdemeit sokáig nem ismerte el kellőképpen az utókor, de Cook kapitány később igazolta megfigyelései helyességét. Manapság számos földrajzi név őrzi emlékét.